# Katherine Copeland
Katherine Copeland, född 1 december 1990 i Ashington, är en engelsk roddare. När hon var 14 år började hon med rodd på Yarm School. 2012 blev Katherine vald att representera Storbritannien i OS London 2012 där hon vann guld tillsammans med sin partner Sophie Hosking i damernas (lättvikt) dubbel.